# Backstrom EPB-1 Flying Plank
Der Brettnurflügel Backstrom EPB-1 wurde 1954 von dem Trio Easly/Powell/Backstrom entworfen, um den Bedarf nach einem kleinen Einfachst-Segler für Homebuilder zu decken. Die Leermasse beträgt etwa 65 kg. Bei einer Zuladung von 90 kg und einer Flügelfläche von 11,5 m² ergibt sich so eine Flächenbelastung von 13,5 kg/m².
Die Spannweite beträgt 7,62 m, so dass der Flügel einteilig in der Garage gebaut werden kann. Das Profil stammt von Georges Abrial und hat eine Dicke von 15 %.
Die ursprüngliche Ausführung hatte einen zweiholmigen vollbeplankten Flügel und Endscheibenseitenruder, an deren Außenseite Spreizklappen eingebaut waren. Auf dem Rumpf saß eine tropfenförmige Kabinenhaube.
Für die Bauplanversion EPB-1a wurde ein teilbespannter Flügel mit größeren Endscheibenseitenrudern und Seitenruder-Bremsklappen eingeführt. Der Rumpf lief nun hinter der Kabine in eine vertikale Kante aus.
Aus der ursprünglichen EPB-1 entwickelte die Mississippi State University eine Version, welche gänzlich auf vertikale Stabilisierungsflächen verzichtete. Nunmehr übernahmen Spreizklappen in Verlängerung der Elevons die Funktion des Seitenruders und der Landehilfen. Diese öffneten sich nur einseitig nach oben.
Bei einer Maschine (N19C) wurden durch ihren Erbauer Al Cleave die Endscheiben-Seitenruder durch ein zentrales Seitenruder ersetzt. Dies ist auch die einzige Variante mit Landehilfen. Damit waren die Flugeigenschaften der nun EPB-1c genannten Maschine recht gut, und die Leistungen für so ein winziges Flugzeug recht befriedigend. Gesteuert wird die EPB-1c über Elevons und Seitenruder. Als Landehilfen standen kleine Spoiler am Innenflügel zur Verfügung.
In Australien entstand in Zusammenarbeit mit Al Backstrom der Doppelsitzer Todhunter Twin Plank.
Als letztes motorloses Brett aus Al Backstroms Werkstatt entstand 1973 die als „Superplank“ bezeichnete EPB-1HR mit dem Profil NACA 8-H-12. Leider erwies sich das Profil nicht als die beste Wahl für einen Brettnurflügel, obwohl es sich bei der leicht gepfeilten Brochocki BKB-1 gut bewährte. Die Superplank verfügte über Elevons und Spreizbremsklappen nahe den Flügelspitzen. Die Spannweite betrug 9,15 m. Die Spreizklappen öffneten sich bei dieser Version beidseitig.
Danach folgte 1975 noch der Motorsegler WBP-1.

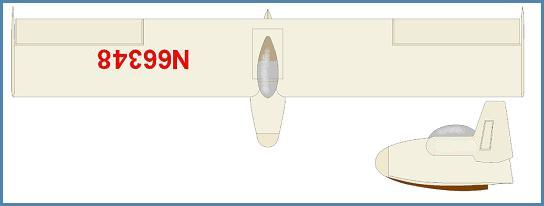
Backstrom EPB-1, 1957
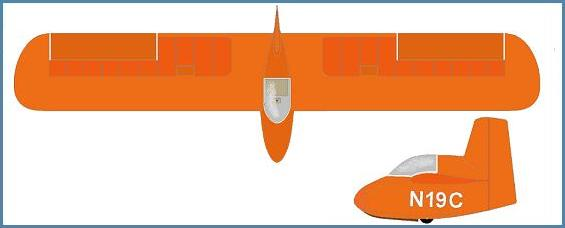
Backstrom EPB-1c, 1964
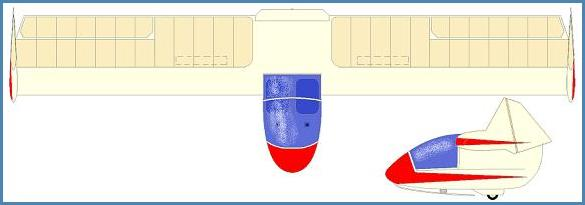
Todhunter Twin Plank, 1958
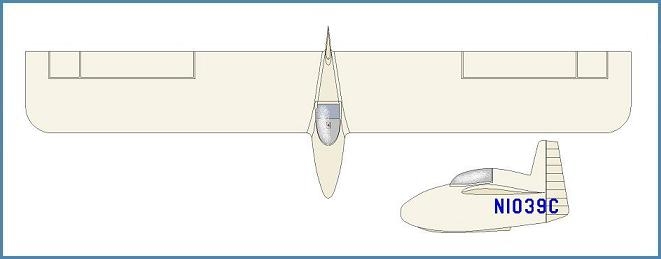
EPB-1HR, 1973
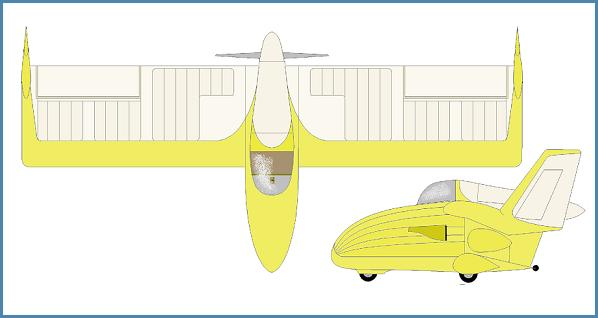
Motorsegler WBP-1, 1975